# Kościół św. Stanisława Biskupa i Męczennika w Młyńczyskach
Kościół św. Stanisława Biskupa i Męczennika w Młyńczyskach – murowana świątynia rzymskokatolicka w miejscowości Młyńczyska w powiecie limanowskim, będąca kościołem parafialnym miejscowej parafii.

## Historia
Początkowo wierni parafii w Młyńczyskach gromadzili się w drewnianym kościele, jednak szybko okazał się on niewystarczający dla dynamicznie rozwijającej się społeczności. W latach 1982–1984 wzniesiono więc nową świątynię murowaną. 16 czerwca 1996 kościół został poświęcony przez biskupa Józefa Życińskiego.

## Architektura
Kościół w Młyńczyskach jest przykładem nowoczesnej architektury sakralnej. Jego front zdobią ceremonialne schody, w których niszy umieszczono posąg Matki Bożej z Dzieciątkiem, oraz wysoka ostrosłupowa wieża, pełniąca funkcję dzwonnicy. Dach kościoła pokryty jest blachą.

## Wnętrze
Pierwotnie wnętrze świątyni urządzono prosto – pomalowane zostało ono na biało i wykończone w drewnie.
W ołtarzu głównym umieszczono wizerunek Oblicze Chrystusa Przemienionego, który otacza metalowa cierniowa korona. Z obu jego stron umieszczono kolejne obrazy: Święty Stanisław i uzdrowienie Piotrowina oraz Matka Boża Nieustającej Pomocy.
W 2013 roku wnętrze kościoła wyremontowano. Zmianie uległ wygląd ołtarza – usunięto Oblicze Chrystusa Przemienionego, który został zastąpiony trzymetrową figurą Chrystusa Zmartwychwstałego. Obraz Matka Boża Nieustającej Pomocy został przeniesiony do nowego ołtarza bocznego w nawie głównej, a na jego miejscu umieszczono Matkę Bożą Siedmiu Boleści, pochodzącą z ołtarza głównego starego kościoła. Po drugiej stronie nawy umieszczono obraz Jezus Miłosierny.
Na ścianach wiszą stacje Drogi Krzyżowej, zaprojektowane i wykonane przez miejscowego artystę Stanisława Tokarczyka, absolwenta szkoły artystycznej im. Antoniego Kenara w Zakopanem.